# 변환 단층

반대 방향으로 움직이는 두 판으로 이뤄진 변환 단층을 보여주는 그림

변환 단층(變換斷層)은 주향이동단층의 하나로 주로 보존형 경계와 발산형 경계를 이룬다. 주로 수평 방향으로 움직이지만, 수직 방향 움직임 성분도 존재한다.　변환단층은 해양 지각에서 생기는 것이 일반적이지만, 잘 알려진 캘리포니아주의 산안드레아스 단층과 같이 대륙 지각에서도 발생한다. 거의 남북 방향으로 발달하고 있는 산안드레아스 단층을 경계로 동쪽의 샌프란시스코가 위치하는 북아메리카 판과 서쪽의 로스앤젤레스가 위치하는 태평양 판이 분리된다. 태평양판은 북쪽으로 이동하고 북아메리카 판은 남쪽으로 이동한다. 두 판의 경계가 고정되어 움직이지 않을 때는 두 판에 있는 암석은 휘어진다. 고정되었던 경계부가 끊어지며 휘어진 암석들이 순간적으로 이동하면서 지진이 발생하지만 화산활동은 일어나지않으며 지진은 주로 천발지진이 일어나게된다. 단층이 매우 잘 발달될 경우에는 단층산맥처럼 산맥을 이루기도한다. 케인단층도 포함된다.